# Neolamprologus variostigma
Neolamprologus variostigma är en fiskart som beskrevs av Büscher, 1995. Neolamprologus variostigma ingår i släktet Neolamprologus och familjen Cichlidae. Inga underarter finns listade i Catalogue of Life.